# 페오피틴

페오피틴 a의 구조, 즉 Mg^{2+} 이온이 없는 엽록소 a이다.

페오피틴(영어: pheophytin)은 식물의 광계 II의 전자전달계와 홍색세균에서 발견되는 제II형 광합성 반응 중심(RC P870)에서 첫 번째 전자 운반체 중간생성물로 역할을 하는 화합물이다. 광계 II와 RC P870 모두에서 빛은 페오피틴을 통해 반응 중심으로부터 전자를 유도한 다음 전자를 RC P870 및 RC P680의 퀴논(QA)으로 전달한다. 두 전자전달계에 있는 페오피틴 분자의 전반적인 메커니즘, 역할, 목적은 서로 유사하다.

## 구조
생화학적 용어로 페오피틴은 중심에 Mg2+ 이온이 없는 엽록소 분자이다. 엽록소를 약산으로 처리하면 짙은 푸른빛을 띠는 밀랍 색소를 생성할 수 있다. 추정되는 어원은 이 설명에서 유래되었으며, "pheo"는 "어스레함(dusky)"을 의미하고, "phyt"는 "초목(vegetation)"을 의미한다.

## 역사와 발견
1977년에 과학자인 클레바니크(Klevanik), 클리모프(Klimov), 슈발로프(Shuvalov)는 광계 II에서 1차 전자 수용체 역할을 하는 것이 플라스토퀴논이 아니라 페오피틴임을 입증하기 위해 일련의 실험을 수행했다. 전자 스핀 공명을 포함한 여러 실험들을 통해 그들(클리모프, 알라프베르디에프(Allakhverdiev), 클레바니크, 슈발로프)은 페오피틴이 환원 가능하고 따라서 P680과 플라스토퀴논 사이의 주요 전자 수용체라는 것을 보여줄 수 있었다. 많은 사람들이 페오피틴이 엽록소 분해의 부산물일 뿐이라고 믿었기 때문에 이 발견은 격렬한 반대에 부딪혔다. 따라서 페오피틴이 실제로 P680과 플라스토퀴논 사이에서 작동하는 광계 II의 1차 전자 수용체임을 입증하기 위해 더 많은 실험들이 이어졌다(클리모프, 알라프베르디에프, 슈발로프). 얻은 데이터는 다음과 같다.
1. 페오피틴의 광환원은 광계 II의 반응 중심을 포함하는 다양한 혼합물에서 관찰되었다.
2. 페오피틴의 양은 광계 II의 반응 중심의 수에 정비례한다.
3. 페오피틴의 광환원은 100K 정도의 낮은 온도에서 일어나며 플라스토퀴논의 환원 후에 관찰된다.

이러한 관찰 결과는 모두 반응 중심 구성 요소의 광변환의 특징이다.

## 홍색세균에서의 반응
페오피틴은 홍색세균의 반응 중심(RC P870)에 있는 첫 번째 전자 운반체 중간생성물이다. 이 시스템에 대한 참여는 5가지 기본 단계로 나눌 수 있다. 첫 번째 단계는 세균엽록소(Chl)2 또는 특수한 엽록소 쌍의 여기이다. 이는 다음의 반응에서 볼 수 있다.
- (Chl)2 + 1 광자 → (Chl)2*			(여기)

두 번째 단계는(Chl)2가 전자를 페오피틴으로 전달하여 음으로 하전된 라디칼(페오피틴)과 양으로 하전된 라디칼(특별한 엽록소 쌍)을 생성하여 전하 분리를 초래한다.
- (Chl)2* + Pheo → ·(Chl)2+ + ·Pheo−		(전하 분리)

세 번째 단계는 단단히 결합된 메나퀴논(QA)으로 전자가 빠르게 이동하는 것이다. 메나퀴논(QA)은 전자를 즉시 느슨하게 결합된 두 번째 퀴논(QB)으로 전달한다. 두 번의 전자 전달이 QB를 환원된 형태인 QBH2로 전환시킨다.
- 2·Pheo− + 2H+ + QB → 2Pheo + QBH2	(퀴논 환원)

다섯 번째이자 마지막 단계는 사이토크롬 c의 헴으로부터 나온 전자로 특별한 엽록소 쌍의 "공백(hole)"을 채우는 것이다. 이는 기질을 재생하고 순환을 완료하여 후속 반응이 일어날 수 있도록 한다.

## 광계 II에 참여
광계 II에서 페오피틴은 홍색세균에서의 반응과 매우 유사한 역할을 한다. 페오피틴은 광계 II에서 첫 번째 전자 운반체 중간생성물로 역할을 한다. P680이 P680*으로 여기된 후 전자를 페오피틴으로 전달하여 분자를 음전하 라디칼로 전환한다. 두 개의 음전하를 띤 페오피틴 라디칼은 여분의 전자를 두 개의 연속된 플라스토퀴논 분자로 빠르게 전달한다. 결국 전자는 사이토크롬 b6f 복합체를 통과하여 광계 II를 떠난다. 홍색세균에 관한 문단에서 위에 설명된 반응은 페오피틴과 광계를 통한 전자의 실제 이동에 대한 일반적인 설명을 제공한다. 전체적인 과정은 다음과 같다.
1. 여기
2. 전하 분리
3. 플라스토퀴논의 환원
4. 기질의 재생

## 같이 보기
- 광합성
- 광계
- 엽록소
- 반응 중심
- P680
- 클로로필라이드

## 참고 문헌
- Klimov VV (2003). “Discovery of pheophytin function in the photosynthetic energy conversion as the primary electron acceptor of Photosystem II”. 《Photosynth. Res.》 76 (1–3): 247–53. doi:10.1023/A:1024990408747. PMID 16228584. S2CID 29278470.
- McWilliams, Margaret (1982). 《Illustrated Guide to Food Preparation》 4판. Redondo Beach, CA: Plycon Press.
- Nelson, David L.; Cox, Michael M. (2005). 《Lehninger Principles of Biochemistry》 4판. New York: W. H. Freeman.
- "Photosynthetic Molecules Section." Library of 3-D Molecular Structures. 22 April 2007
- Xiong, Ling, and Richard Sayre. "The Identification of Potential Pheophytin Binding Sites in the 	Photosystem II Reaction Center of Chlamydomondas by Site-Directed Mutagenesis." 	(2000). America Society of Plant Biologists. 22 Apr. 2007.